# Deutsche Gesellschaft für Orthopädie und Orthopädische Chirurgie

Logo

Die Deutsche Gesellschaft für Orthopädie und Orthopädische Chirurgie (DGOOC) ist eine medizinische Fachgesellschaft, die sich als eingetragener Verein mit Sitz in Frankfurt am Main der Förderung der Orthopädie in wissenschaftlicher und berufspolitischer Hinsicht widmet sowie die Orthopädie nach außen vertritt. Ihr gehören vorwiegend Fachärzte für Orthopädie an. Die Gesellschaft mit Sitz und Geschäftsstelle in Berlin hat rund 3200 Mitglieder. Derzeitiger Präsident ist Markus Scheibel.

## Gründung

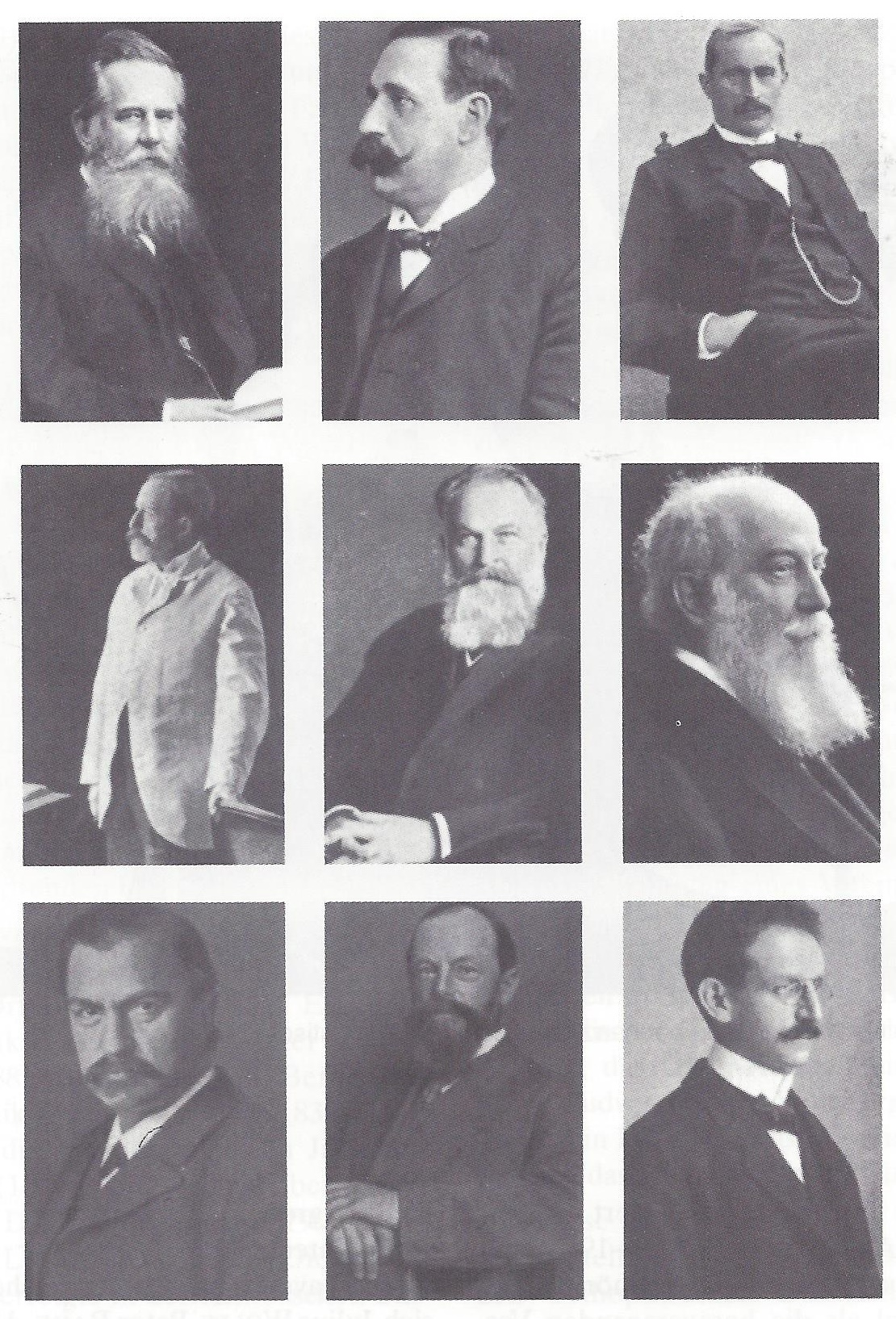
Erste Präsidenten

Die Deutsche Gesellschaft für Orthopädische Chirurgie wurde am 23. September 1901 in Berlin gegründet. Die Gründer waren
- Albert Hoffa, Würzburg, Berlin
- Heinrich Hoeftman, Königsberg i. Pr.
- Georg Joachimsthal, Berlin
- Adolf Lorenz, Wien
- Johann von Mikulicz, Breslau
- Alfred Schanz, Dresden

## Umbenennungen
„In den folgenden Jahren zeigte sich, daß die Namensgebung der wissenschaftlichen Gesellschaft und deren Definition keineswegs der Meinung der meisten der orthopädisch tätigen Kollegen entsprach. Für diese war unverändert die konservative Behandlung, ergänzt durch Rehabilitation, die Grundlage orthopädischen Denkens. Diese Vorstellung fand ihre Stütze nicht zuletzt in der Tatsache, daß die operative Therapie noch in den Kinderschuhen steckte und nicht selten die konservative Behandlung der operativen überlegen war, indem sie fast jedes Risiko ausschloss.
In der Diskussion fehlte jedoch ein solch herausragender Streiter wie der leider zu früh verstorbene Albert Hoffa. So setzte sich schließlich der konservative Flügel unter Führung von Fritz Lange, Hans v. Baeyer und Georg Hohmann durch.“

Deshalb gab sich die Gesellschaft am 23. März 1913 den Namen Deutsche Orthopädische Gesellschaft (DOG). Damit schloss sie sich vom Anspruch auf die Traumatologie aus. So waren die bedeutendsten Fortschritte der Kriegschirurgie im Ersten Weltkrieg – der Sauerbruch-Arm und die Krukenberg-Plastik – nicht Orthopäden, sondern Chirurgen zu verdanken. Begünstigt durch die Gesetzliche Unfallversicherung, nahm die „Unfallchirurgie“ ihren rasanten Aufschwung.
Ab 1975 erfolgte die Umbenennung in Deutsche Gesellschaft für Orthopädie und Traumatologie (DGOT) mit Sitz in Frankfurt am Main; einen Ausweg aus ihrem „Irrweg“ (Rütt) fand sie damit aber nicht.
Als 2005 der Facharzt für Orthopädie und Unfallchirurgie eingeführt wurde, gab die DGOT sich den Namen Deutsche Gesellschaft für Orthopädie und Orthopädische Chirurgie.

## Aktivitäten
Die jährliche Mitgliederversammlung findet zeitgleich mit dem jährlichen deutschen Kongress für Orthopädie bzw. seit 2005 Deutschen Kongress für Orthopädie und Unfallchirurgie statt, die seit Ende der 1990er Jahre dauerhaft in Berlin abgehalten werden und gemeinsam mit dem Bundesverband der Fachärzte für Orthopädie und Unfallchirurgie (BVOU) und der Deutschen Gesellschaft für Unfallchirurgie (DGU) organisiert werden.
Der Verein wird von einem jährlich wechselnden Präsidenten geführt, dem ein geschäftsführender Vorstand, ein Gesamtvorstand, ein Senat und ein Beirat zur Seite stehen.
Die DGOOC ist am 8. Juli 2008 mit der Deutschen Gesellschaft für Unfallchirurgie Gründungsmitglied der Deutschen Gesellschaft für Orthopädie und Unfallchirurgie (DGOU). Daneben ist sie Mitglied der europäischen Vereinigung von Orthopäden und Unfallchirurgen EFORT und zahlreicher anderer internationaler Gesellschaften.
Für die wissenschaftliche und berufspolitische Arbeit stehen der DGOOC mehrere Gremien zur Verfügung. Kommissionen betreuen interne Aufgaben und die Preis- und Stipendienvergabe. Sektionen decken Subspezialisierungen ab und sind teilweise selbst als Verein organisiert, wie die Sektion Kinderorthopädie als Vereinigung für Kinderorthopädie oder die Sektion Fußchirurgie als Deutsche Assoziation für Fuß und Sprunggelenk. Arbeitsgemeinschaften beschäftigen sich mit eng umgrenzten Aufgaben wie Psychosomatik, Implantatallergie, Sozialmedizin, Neuen Medien und Gutachtenfragen.
Neben der Fort- und Weiterbildung arbeitet die DGOOC auch im Rahmen der AWMF an der Erstellung evidenz-basierter Leitlinien, teils mit anderen Fachgesellschaften.
Auf Initiative der DGOOC wurde im Jahr 2012 unter dem Namen EndoCert ein System für die Zertifizierung von EndoProthetikZentren ins Leben gerufen.

## Auszeichnungen
Die DGOOC vergibt jährlich Preise für herausragende wissenschaftliche, berufliche und berufspolitische Leistungen, außerdem Stipendien, meist als Reisestipendien, an herausragende Nachwuchswissenschaftler. Neben allgemeinen Preisen, wie dem Heine-Preis, gibt es auch zahlreiche speziellere Ausschreibungen, etwa den Themistocles-Gluck-Preis im Bereich Endoprothetik. Diese Preise sind meist von der Industrie gesponsert. Die Hohmann-Plakette wird meist an Nichtärzte verliehen, die sich um die Orthopädie besonders verdient gemacht haben, so 2009 an Dagmar Gail, Gründerin und Vorsitzende der Amputierten-Initiative e. V./Gefäßkranke.

## Publikationsorgane
- Orthopädische Mitteilungen als vorwiegend berufspolitisches Magazin mit zahlreichen Vereins-Interna
- Die orthopädie (bis Mai 2022 Der Orthopäde) als Weiterbildungszeitschrift mit Übersichtsartikeln um ein monatliches Schwerpunktthema
- Zeitschrift für Orthopädie mit wissenschaftlichen Publikationen und Originalarbeiten